# کارولین دوسه
کارولین دوسه (فرانسوی: Caroline Ducey‎؛ زادهٔ ۲ مارس ۱۹۷۷) هنرپیشه زن اهل فرانسه است. او از سال ۱۹۹۴ میلادی تاکنون مشغول فعالیت بوده و بیشتر برای ایفای نقش اول فیلم بحث‌انگیزِ رمانس شهرت دارد، فیلم دیگری که او در آن بازی کرده‌است آخرین معشوقه نام دارد.